# Cristoforo Ciocchi del Monte
Cristoforo Ciocchi del Monte (ur. w 1484 w Arezzo, zm. 27 października 1564 w Sant’Angelo in Vado) – włoski kardynał.

## Życiorys
Pochodził ze szlacheckiej rodziny; był synem Cristofano Guidalottiego i Margherity Ciocchi del Monte. Jego kuzynem w pierwszym pokoleniu był Juliusz III. Studiował w Rzymie, pod okiem swojego wuja Antonia Ciocchi del Monte, gdzie uzyskał doktorat utroque iure. 21 sierpnia 1517 został wybrany arcybiskupem tytularnym Betlejem. 10 lutego 1525 został biskupem Cagli. 27 czerwca 1550 przeniesiono go na biskupstwo Marsylii, natomiast 20 października tr. mianowano na tytularnego patriarchę Aleksandrii. 20 listopada 1551 został kreowany kardynałem prezbiterem i otrzymał kościół tytularny Santa Prassede. W 1552 zrezygnował z patriarchatu aleksandryjskiego, a cztery lata później – z diecezji marsyliańskiej. 9 marca 1556 został ponownie wybrany biskupem Cagli, którym pozostał do śmierci.